# Cosmozoma doenitzi
Cosmozoma doenitzi är en insektsart som beskrevs av Karsch 1889. Cosmozoma doenitzi ingår i släktet Cosmozoma och familjen vårtbitare. Inga underarter finns listade i Catalogue of Life.